# Humac (Uskoplje, BiH)
Humac je naseljeno mjesto u općini Uskoplje, Federacija Bosne i Hercegovine, BiH.

## Stanovništvo

### 1991.
Nacionalni sastav stanovništva 1991. godine, bio je sljedeći:
ukupno: 197
- Hrvati - 197

### 2013.
Nacionalni sastav stanovništva 2013. godine, bio je sljedeći:
ukupno: 171
- Hrvati - 165
- Bošnjaci - 4
- Srbi - 1
- ostali, neopredijeljeni i nepoznato - 1

## Vanjske poveznice
- Satelitska slika[neaktivna poveznica]
- Župa Srca Marijina
  - zemljovid župe Skopaljska Gračanica[neaktivna poveznica]